# Domenico Greppi
Domenico Greppi (Vercelli, 26 settembre 1903 – Biella, 21 settembre 1975) è stato un calciatore italiano, di ruolo centrocampista.

## Carriera
Soprannominato Mine, Domenico Greppi di ruolo era un mediano sinistro ma all'occorrenza poteva essere impiegato anche come ala. Quando non era incluso tra i titolari veniva spesso impiegato nel ruolo di guardalinee. Fece il suo esordio in campionato con la Biellese il 18 dicembre 1921 nella partita valida per il campionato di Seconda Divisione CCI disputata contro il Piemonte Amatori: nella stessa partita segnò anche il suo primo gol. Nel campionato successivo vinse con la sua squadra il campionato di Seconda Divisione, piazzamento prettamente onorifico dato il blocco delle promozioni. Nel febbraio 1924, durante la partita di campionato contro il Pastore di Torino, si fratturò gravemente una gamba, infortunio che mise a rischio il proseguimento della sua carriera agonistica e lo tenne fermo per diversi mesi. Nel 1925-1926, pur giocando poche partite, diede il suo contributo alla promozione in Prima Divisione e due anni dopo arrivò anche la promozione in Divisione Nazionale, la massima serie dell'epoca. Nelle due stagioni successive disputò con la Biellese 27 gare nel campionato di Divisione Nazionale 1928-1929 e 31 gare in Serie B 1929-1930. Lasciò la Biellese nel 1931. Nella sua ultima partita con la Biellese, disputata il 5 aprile 1931 contro il Monza e valida per il campionato di Prima Divisione, segnò su rigore una doppietta. Nell'estate successiva, dato che la Biellese rischiava seriamente di non iscriversi al campionato successivo (anche se poi ci riuscì all'ultimo momento), si trasferì al Siracusa insieme a Mario Vialardi, Secondo Finotto e Paolo Vigna, tutti provenienti dalla Biellese. Con la Biellese aveva disputato oltre 100 partite segnando 25 gol.